# Simon de Cologne
Simon de Cologne (Burgos vers 1450 - Burgos, 1511) était un architecte et sculpteur espagnol, fils de l'architecte gothique Jean de Cologne et père de l'architecte et sculpteur François de Cologne.

## Biographie
Sa date de naissance et celle de sa mort sont inconnues bien que certains avancent l’année 1450 pour la première, d’après le mariage de ses parents en 1454 auquel il était présent – la fin de l’année 1511 est la date la plus vraisemblable pour la seconde puisque le 28 novembre 1511, son fils François devint maître d’œuvre de la cathédrale, et que l’évêque pourvut  

« la fonction de maître d’œuvre de cette église, par la mort de Maître Simon, que Dieu fasse de François de Colonye son fils, voisin de ladite ville... »

— Archives de la cathédrale de Burgos en date du 28 novembre 1511
Fils de l'architecte Jean de Cologne et de Maria Fernandez Burgos, il avait cinq frères (l'un d'eux, Diego, était également architecte).
Dès 1481 il figura comme maître d’œuvre de la cathédrale de Burgos et succède à son  père. Il épousa, d'abord à Maria Sanchez, avec qui il eut sept enfants : Francisco, Diego, Maria, Jérôme, Ximon, Peter et Elizabeth. Il se remaria avec Mencia de San Martin, avec qui il n’eut pas d’enfant. À la fin du XVe siècle il vivait place Coronería (aujourd’hui rue Fernan Gonzalez) .

## Architecture

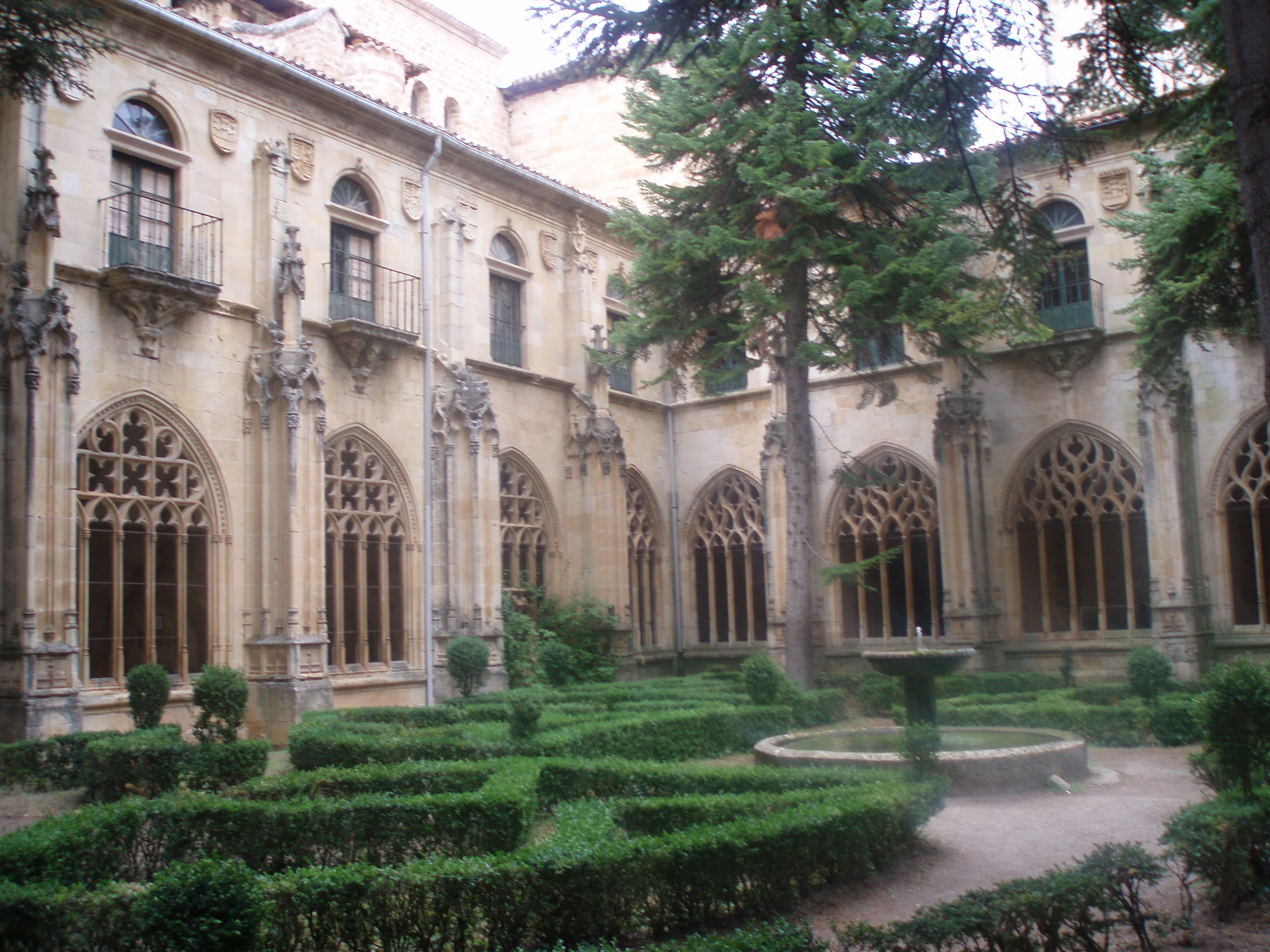
Le cloître du monastère de San Salvador de Oña construit par Simon de Cologne

Son œuvre la plus connue est la chapelle du Connétable (es) de la cathédrale de Burgos, mais il travailla également sur d'autres bâtiments importants tels que le chartreuse de Miraflores (commencée par son père), chapelle de la Conception (es) également dans la cathédrale de Burgos, l'extension de l'église de Saint Jean d’Ortega, la transformation de l'église du monastère de San Pedro de Arlanza (es), l’église Sainte-Marie (es) (Aranda de Duero), le chœur de l'église San Esteban (es) de Burgos (1502) et le cloître du monastère de San Salvador de Oña (commandée par l'abbé Andrés Gutiérrez de Cerezo (es)).
Hors de Burgos il participa à divers travaux. En 1496, il travailla au monastère de San Juan de los Reyes à Tolède et entre 1497 et 1502 à la construction de la cathédrale de Séville.
Les plans du couvent de la Miséricorde (es) de Burgos peuvent être attribué à lui ou à son fils Francisco.

## Sculpture
Selon Bango Torviso (es) : 

« Personne n'a été en mesure de définir de forme précise et convaincante la façon de sculpter de Simon ; les affirmations à cet égard ne peuvent être que vagues »

Dans la documentation -  des références commerciales – c’est sa fonction de  maître d'œuvre ou tailleur de pierre qui apparaît. Comme l'architecture religieuse de l'époque comprenait un nombre important de sculptures monumentales, Simon avait dans son atelier des artisans sous sa direction qui étaient chargés de coiffer leurs projets.
Avec des sculptures abondamment décorées il montra un goût germanique prononcé. Le meilleur exemple est la décoration monumentale de la chapelle du Connétable de la cathédrale de Burgos, où tant à l'intérieur comme à l'extérieur se trouvent des écussons impressionnants et une multitude de personnages.
On lui attribue également, à l'intérieur de la cathédrale, les tombes de Pedro Fernández de Villegas (es) et Gonzalo Alonso.
À Valladolid, il collabora avec d'autres artistes à la couverture de l'église conventuelle Saint-Paul de Valladolid. Il se chargea de l'avant de la chapelle du collège San Gregorio et de la nouvelle chapelle du Crucifix du même couvent de Saint Paul. Le tombeau de frère Alonso de Burgos (es) et le maître-autel de l'église, qui devait être deux œuvres plus que remarquable, n’ont pas été conservées.